# Sender Daventry

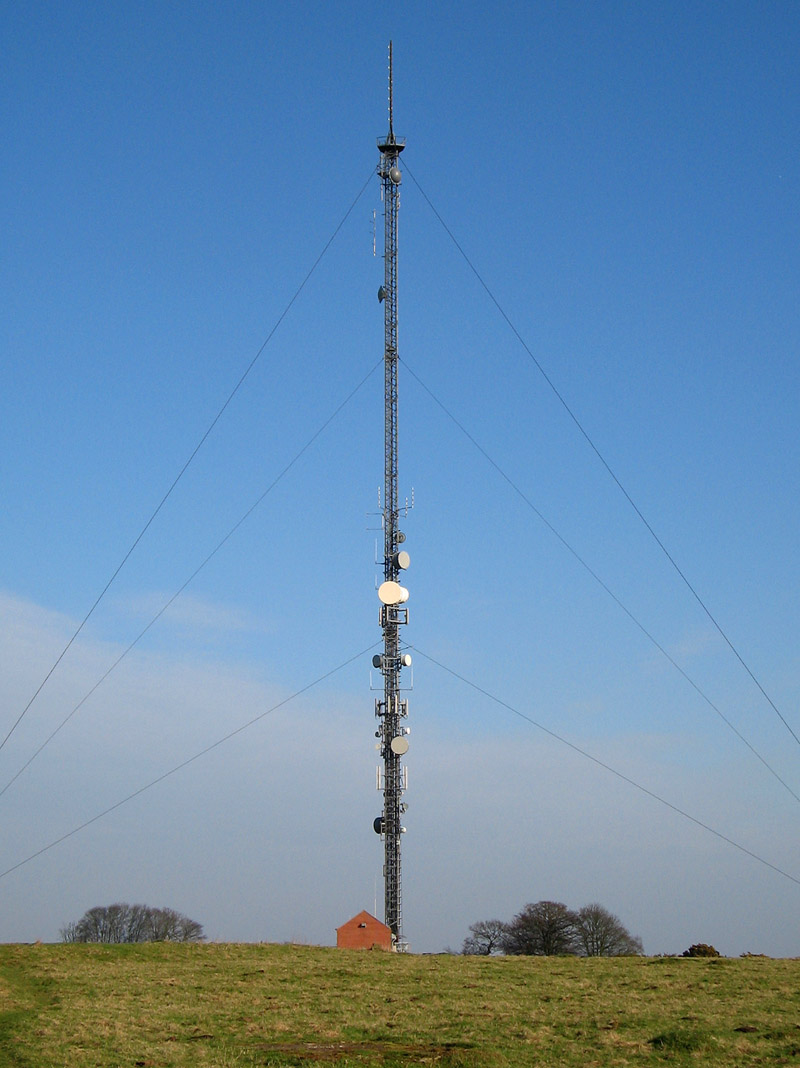
Sender Daventry

Der Sender Daventry ist eine ehemalige Sendeanlage der BBC für Lang-, Mittel- und Kurzwelle. Standort war der östlich der Stadt  Daventry gelegene Borough Hill. Daventry in Northamptonshire wurde wegen seiner zentralen Lage, etwa 50 km südöstlich Birminghams, gewählt. Der letzte Sender wurde 1992 abgeschaltet.

## Langwelle
Der Langwellensender ging am 27. Juli 1925 in Betrieb und ersetzte einen Versuchssender nördlich von London. Er hatte eine Leistung von 25 kW und sendete zunächst auf Frequenzen zwischen 187 und 193 kHz, ab dem 15. Januar 1934 schließlich auf 200 kHz. Ab dem 9. März 1930 wurde das nationale Programm, übernommen von den Zweitsendern an den wichtigsten Mittelwellenstandorten, gesendet, während die Mittelwellensender das regionale Programm („London Regional“, „West Regional“ usw.) ausstrahlten.
Am 7. Oktober 1934 wurde Daventry durch den stärkeren Sender Droitwich ersetzt.
Im Zweiten Weltkrieg wurde der Sender reaktiviert, um im Gleichwellenbetrieb mit Droitwich und einem am Mittelwellensender Brookmans Park neu errichteten Sender Sendungen des European Service der BBC auszustrahlen. Dies war nötig, um deutschen Bombenflugzeugen das Anpeilen der Sender zu erschweren.

## Mittelwelle
Der Mittelwellensender wurde am 21. August 1927 in Betrieb genommen und ersetzte den Sender Birmingham und dessen Nebensender. Das im Studio Birmingham produzierte Programm trug den Namen „Daventry Experimental“, ab 9. März 1930 „Midlands Regional“. Der 25 kW-Sender arbeitete auf Frequenzen zwischen 610 und 767 kHz. Am 17. Februar 1935 wurde auch er durch Droitwich ersetzt.
Der am 15. März 1950 in Kraft getretene Kopenhagener Wellenplan wies Großbritannien die Frequenz 647 kHz für das nach dem Kriege neu eingeführte dritte Programm zu. Hierfür wurde zunächst ein 60 kW-Sender am Standort Daventry genutzt, bereits am 8. April 1951 wurde der endgültige Sender Dodford (150 kW) in Betrieb genommen. Dieser wurde ebenfalls als „Daventry“ gelistet. Dieser Sender war bis 1978 in Betrieb, dann wurde auch er durch Droitwich ersetzt.

## Kurzwelle
Vor dem Zweiten Weltkrieg war Daventry der einzige britische Kurzwellensender. Im Krieg wurden in Daventry und an zahlreichen weiteren Standorten Kurzwellensender errichtet. Die meisten blieben auch später in Betrieb.
Ende 1992 wurde der Kurzwellenstandort Daventry geschlossen, damit endete die Geschichte des traditionsreichen Senders.
Koordinaten: 52° 15′ 18″ N, 1° 8′ 22″ W